# Petite Italie

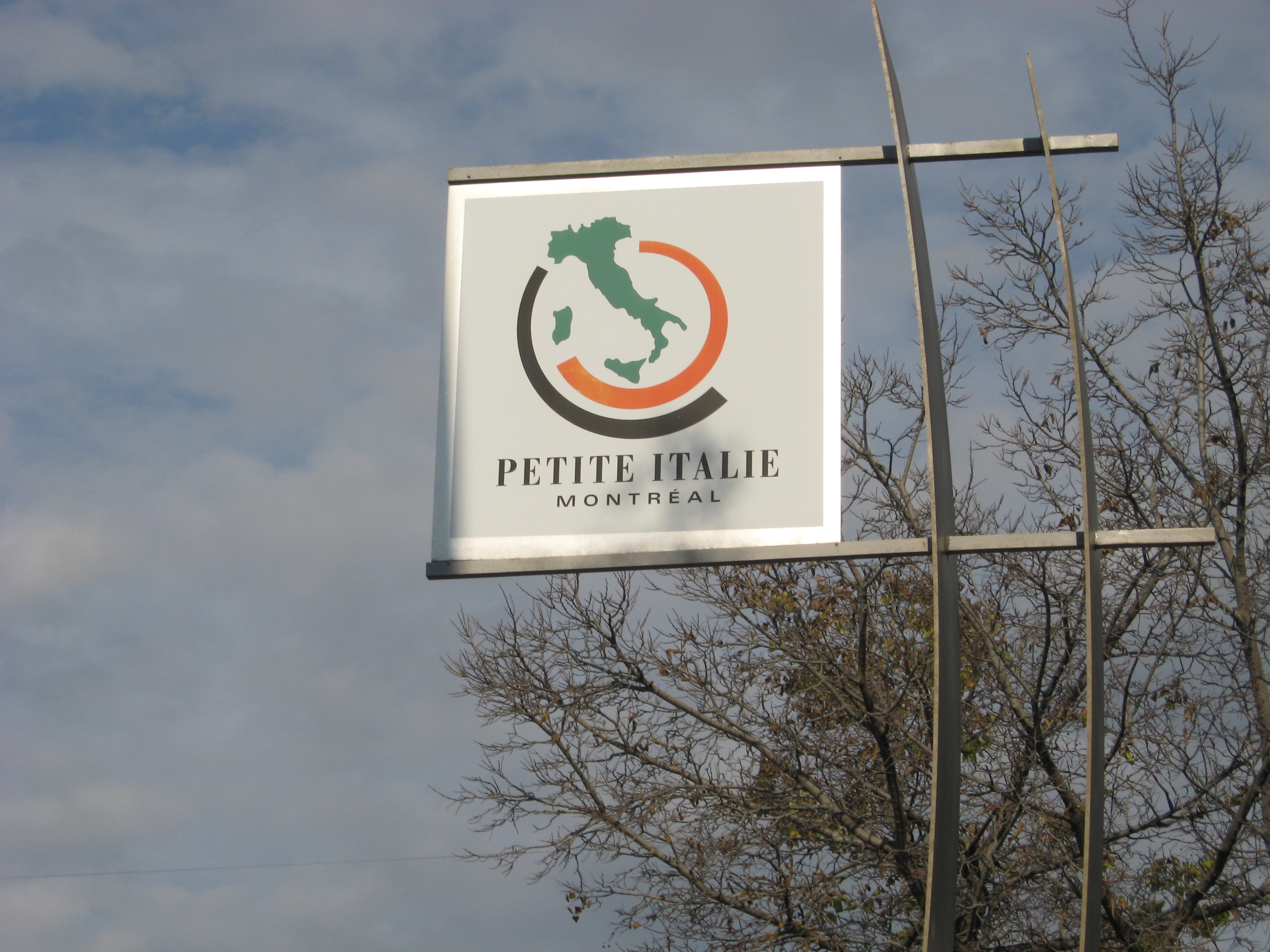

Petite Italie (wł. Piccola Italia) – dzielnica włoska w Montrealu, w dzielnicy (arrondissement) Rosemont–La Petite-Patrie. Ciągnie się wzdłuż Boulevard Saint-Laurent, między ulicami Rue Saint-Zotique i Rue Jean-Talon.
Mieści się tutaj wiele znanych sklepów i restauracji, a także targ Marché Jean-Talon oraz kościół Église de Notre-Dame-de-la-Défense zbudowany przez imigrantów z włoskiego Campobasso, upamiętniający objawienie się Maryi w La Difesa, niedaleko Campobasso.
Montreal posiada drugą pod względem liczebności społeczność włoską w Kanadzie (po Toronto). W obszarze Communauté métropolitaine de Montréal (Montreal z najdalszymi przedmieściami) mieszka 260 345 osób pochodzenia włoskiego.